# Torneo FIRA 1938
Il Torneo FIRA 1938 fu la III edizione del campionato d'Europa di rugby a 15, organizzato dalla FIRA.
Fu l'ultima edizione prima della guerra e per 14 anni.
Per la IV edizione fu infatti necessario attendere il 1952.
Al torneo, che si svolse a Bucarest (Romania) dal 15 al 22 maggio 1938, presero parte solo tre federazioni.
Per la terza volta consecutiva il torneo fu vinto dalla Francia.
Il valore delle marcature, come stabilito dall’IRFB nel 1905, era: 3 punti per ciascuna meta (5 se trasformata), 3 punti per la realizzazione di ciascun calcio piazzato o mark, 4 punti per la realizzazione di ciascun drop.

## Squadre partecipanti
- Francia
- Germania
- Romania

## Risultati
| Arbitro: | Schwanberg |

|            |      |                        |
| Moldoveanu | mt   | Blond Caunègre Le Goff |
| Moldoveanu | tr   | Desclaux               |
| Moldoveanu | c.p. |                        |

| Arbitro: | Camil |

|      |      |           |
| Popa | mt   | Hohberg   |
|      | tr   | Pfisterer |
|      | c.p. | Pfisterer |

| Arbitro: | M. Herck |

|                  |    |          |
| Caunègre Bergeze | mt | Loos     |
| Desclaux         | tr | Isenberg |

### Classifica
| Pos | Squadra  | G | V | N | P | PF | PS | DP | Pt |
| --- | -------- | - | - | - | - | -- | -- | -- | -- |
| 1   | Francia  | 2 | 2 | 0 | 0 | 19 | 13 | +6 | 4  |
| 2   | Germania | 2 | 1 | 0 | 1 | 13 | 13 | 0  | 2  |
| 3   | Romania  | 2 | 0 | 0 | 2 | 13 | 19 | −6 | 0  |